# Reggeli Újság
Reggeli Újság este un ziar local din Oradea editat de Casa de Editură și Presă Euro Media S.A. 

## Legături externe
- Reggeli Újság Arhivat în 10 august 2018, la Wayback Machine.